# Club Atlético Vélez Sarsfield (San Ramón)
El Club Atlético Vélez Sarsfield de San Ramón o simplemente conocido como Vélez de San Ramón, es un club de fútbol de la ciudad de San Ramón, provincia de Santiago del Estero, Argentina. Fue fundado el 28 de agosto de 1923. Su principal actividad es el fútbol y está afiliado a la Liga Santiagueña de Fútbol. Actualmente participa en el Torneo Regional Federal Amateur.

## Historia

### Fundación
Vélez Sarsfield San Ramón nació el 28 de agosto de 1923 y entre sus fundadores se encontraba Francisco Domínguez, tío de Carlos Paz, actual presidente de la institución. El vínculo familiar que une al titular de Vélez con la institución tuvo más ramificaciones: su abuela María Domínguez también fue presidenta, lo mismo que su padre, también llamado Carlos Paz.

### Primeros años
Sus primeros años de competencia fueron en la extinta Liga Bandeña, luego siendo parte de la Liga Cultural de Fútbol. Más adelante, con su nueva denominación a Liga Santiagueña de Fútbol en la actualidad.
En 2008 logró el pasaje a la Primera División de la LSF en un torneo de la Primera B que lo tuvo como invicto. Dos años más tarde comenzó a participar en los torneos oficiales de la AFA, jugó por primera vez un certamen nacional del Torneo del Interior 2010.

### Ascenso al Torneo Federal A
El 15 de febrero de 2015, impuso en un global de 2 a 1 al Club Libertad de Concordia, Entre Ríos en una de las finales del Torneo Federal B 2014 y logró el ascenso hacía el Torneo Federal A de la siguiente temporada. En ese mismo año ganó su primer título en la Liga Santiagueña al obtener la Copa Santiago luego de vencer en la final a Independiente de Fernández. A su vez, en esa temporada, uno de sus integrantes quedó en la historia a nivel nacional: Luis Luna, delantero, fue el goleador absoluto de la Copa Argentina 2014-15.

### Descenso al Torneo Federal B
Vélez de San Ramón perdió ante Libertad de Sunchales por 4 a 2, en la continuidad de la Fecha 11 de la reválida del Torneo Federal A, a consecuencia de esto descendió de categoría y pasa a jugar el Torneo Federal B del próximo año.

### Torneo Regional Federal Amateur
En 2019 empieza a participar en un nuevo campeonato llamado Torneo Regional Federal Amateur. Además en ese mismo año el club logró el tricampeonato local en la Liga Santiagueña con la obtención de la Copa Santiago, el Torneo Anual y la Recopa Santiago, clasificándose para el Torneo Regional Federal Amateur 2020.

## Instalaciones
El estadio se encuentra ubicado a un costado de la Ruta Provincial 8, en la localidad santiagueña de San Ramón, a pocos kilómetros de la ciudad de La Banda. Lleva el nombre de Juan Carlos Paz, en honor a un exjugador y expresidente de la institución. Su capacidad es de aproximadamente de 2.500 personas.  Actualmente cuenta con dos tribunas de cemento en ambos laterales y la platea con las cabinas de transmisión en la parte superior.

## Datos del club
Total de temporadas en AFA: 13
- Temporadas en primera división: 0
- Temporadas en segunda división: 0
- Temporadas en tercera división: 1
  - Torneo Federal A: 1 (2015)
- Temporadas en cuarta división: 10
  - Torneo Federal B: 3 (2014, 2016 - 2017)
  - Torneo Regional Federal Amateur: 7 (2019, 2020, 2020/21, 2021/22, 2022/23, 2023/24, 2024/25)
- Temporadas en quinta división: 2
  - Torneo del interior: 2 (2010, 2011)
- Participaciones en Copas nacionales: 1
  - Copa Argentina: 1 (2014-15)

## Palmarés

### Torneos regionales
- Liga Santiagueña de Fútbol (4):
  - Torneo Anual: (2015, 2019).
  - Copa Santiago: (2019).
  - Recopa Santiago: (2019).

### Torneos nacionales
- Asociación del Fútbol Argentino (1):
  - Ganador del cuarto ascenso al Torneo Federal A 2015.